# Promulgation
Promulgation (latin promulgatio), egentligen "bekantgörande genom offentligt anslag", är en juridisk term. 
Sådan åtgärd skulle vid lagstiftning i det forna Rom vidtas med lagförslag, innan senaten, hos vilken de anmäldes, framlade dem för comitia (folkförsamlingen) till antagande (promulgatio i inskränkt bemärkelse). Den lag, som därpå antogs, avfattades i överensstämmelse med ett visst formulär: efter angivande av lagens titel samt konsulernas och framställarens namn inskärptes dess legislativa innehåll, dess efterlevnad under hot om straff för överträdelse, sanctio. Sedan lagen blivit antagen och avfattad, företogs publicatio, det vill säga kungörandet av den sanktionerade lagen, vilket skedde på tavlor (ursprungligen av trä, sedermera av koppar), som anslogs på offentliga platser. 
Uttrycken promulgation, publikation, sanktion etc. används än idag om åtgärder, som avser att göra en lag gällande och kungöra den till efterlevnad; orden används dock inte i en betydelse, som fullt motsvarar den ovan anförda. Med promulgation menas utfärdandet av en i behörig ordning antagen och som sådan formellt konstaterad (sanktionerad) lag genom dess fixering i en vederbörligen undertecknad och beseglad urkund, vilken även i yttre måtto objektiverar beslutet som en bindande förklaring av statsviljan (lagstiftarens vilja).
Promulgationsurkunden är oftast på samma gång avsedd för publikation och med fäst avseende härpå avfattad i kungörelseform, även om nu detta inte i och för sig är nödvändigt; publikationen sker stundom genom allmänt kungörande, stundom genom blott delgivning till vederbörande myndigheter. 